# Drupeus laetabilis
Drupeus laetabilis là một loài bọ cánh cứng trong họ Ptilodactylidae. Loài này được Lewis miêu tả khoa học năm 1895.